# المصرع (ريمة)

تعديل مصدري - تعديل

قرية قيطح  هي إحدى قرى عزلة بني الضبيبي الواقعة ضمن
مديرية الجبين التابعة لمحافظة ريمة،
بلغ تعداد سكانها (828) نسمة حسب تعداد اليمن لعام 2004.

## المحلات التابعة للقرية
- كوم الشرف
- الجوره
- شعوفه
- جريزبه
- مدارين
- سدح
- المعبره
- عشم
- البعرة

## روابط خارجية
- الدليل الشامــل